# 満野荷州

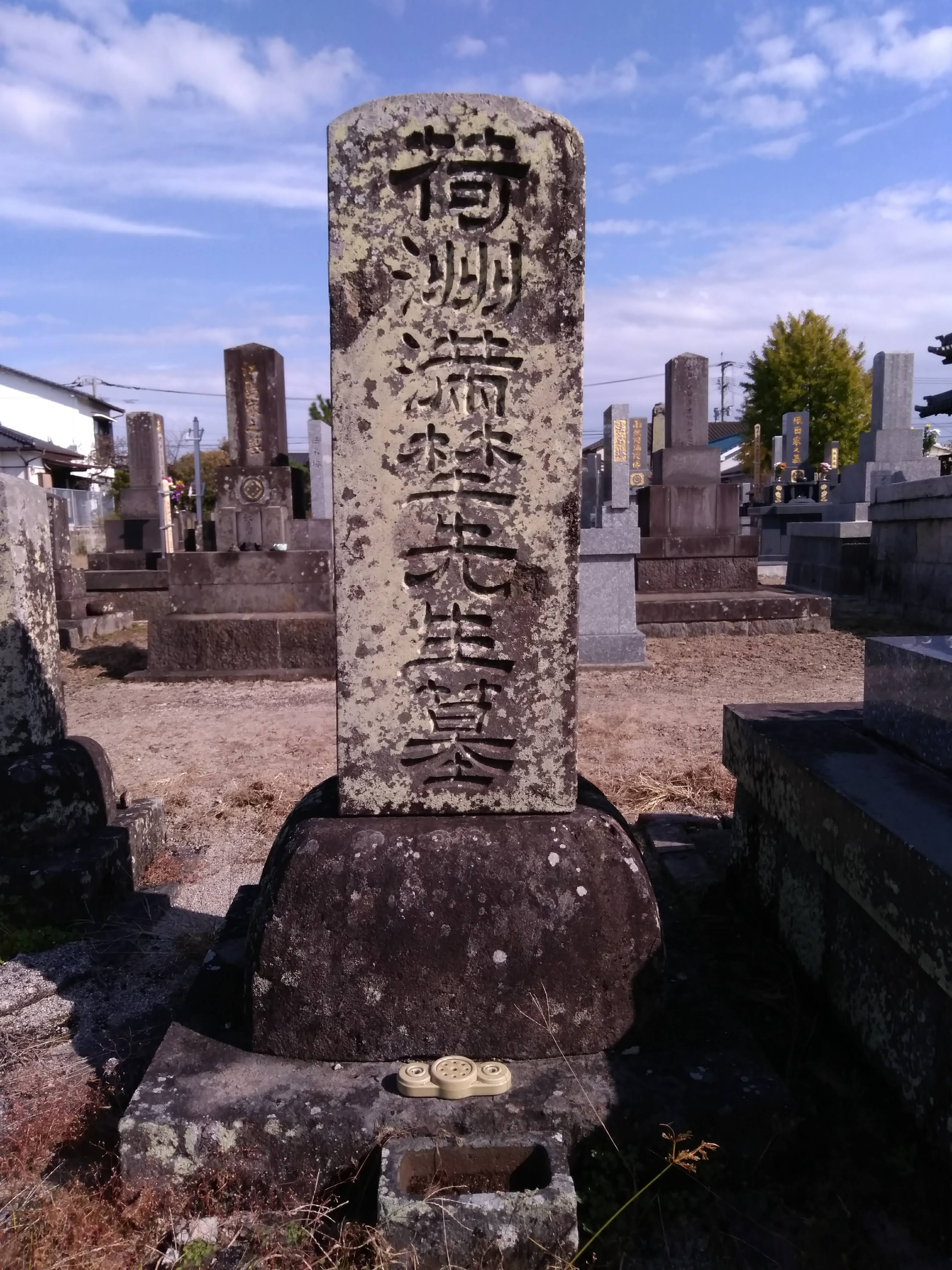
満野荷州墓（浄国寺）

満野 荷州（みつの かしゅう）は、江戸時代の武士、儒学者。通称は代右衛門・新兵衛、名は順、号は荷州・予斎等。肥前蓮池藩士で、藩校・成章館の教授や藩主の侍講を務めた。第8代藩主鍋島直与からの信頼が厚く、政治の重要事項について諮問を受けた。

## 生涯
蓮池藩士であった満野家に生まれる。兄・大五郎は寛政期に尾藤二州の門に入り学んだ後、成章館の都綱兼訓導などを務めた。同藩士・藤崎弥太左衛門の養子となったが、のちに弥太左衛門に実子が生まれたため「養子にしてその家を継ぐのは道に非ず」として実家に帰った。同時期に兄・大五郎が死去したため、一族が議して代右衛門に家を継がせ兄の子を養わせることとし、藩もこれを許可した。
江戸の昌平黌で古賀精里、尾藤二州に学んだ。後年、精里の長男で佐賀本藩の儒者であった古賀穀堂とは親交を結んだ。
弘化3年（1846年）10月23日、麻布の藩邸で死去した。遺骸は龍土町深廣寺に埋葬。遺髪が蓮池の浄国寺境内に葬られ墓碑が建立された。訃報を受けて成章館は3日間授業を停止した。

## 経歴
- 文化９年（1812年）９月９日　佐賀本藩の井内南涯と奥羽旅行に出発。日光、米沢、会津、仙台、松島をめぐり江戸に戻る。
- 文化10年（1813年）7月 - 成章館教授兼相談人になる
- 文化12年（1815年）10月4日 - 前月末に世子となった主税（直与）の侍講を務める
- 文政2年（1819年）7月、水野謙斎が病により辞職したため成章館教授兼相談人に任じられるが、任に堪えずとして相談人を辞す
- 文政3年（1820年）3月 - 藩主の参勤に従って江戸へ赴く
- 文政4年（1821年）6月 - 用人に転任する
- 文政5年（1822年）9月 - 直与の参勤に従って江戸へ赴く
- 文政6年（1823年）6月 - 成章館教授専任になる
- 文政7年（1824年）2月 - 永世侍になる
- 文政8年（1825年）
  - 1月 - 用人を兼務する
  - 6月 - 直与と二条治孝娘との婚礼にあたる
  - 11月 - 直温葬礼の補助にあたる
- 文政9年（1826年）
  - 5月 - 世子（統丸、のちの直紀）誕生に伴い伝を兼ねる
  - 7月 - 産後の肥立ちが悪く死去した夫人二条氏の葬礼にあたる
- 天保元年（1830年）7月 - この年はじめて国元へ帰った本藩主・鍋島斉正（のちの直正）が長崎巡見へ赴く途上嬉野で休憩した際、派遣されて送迎にあたる
- 天保6年（1835年）
  - 2月、直温夫人堀川氏の死去に伴い葬礼にあたる
  - 12月 - 領内で発生した殺人事件の真相究明を怠った塩田頭人本庄理兵衛の処分に絡み、他の重臣らと共に監督不行き届きのかどで譴責される
- 天保7年（1836年）1月6日 - 成章館で開講が行われたが荷州病気のため式を中止した
- 天保8年（1837年）7月 - 相談人及び用人の職を免じられる
- 天保12年（1841年）10月4日 - 本藩相談人・井内伝右衛門の接待にあたる
- 天保13年（1842年）9月20日 - 60歳を祝う宴が開かれ、直紀から賀章と物を下賜される
- 天保14年（1843年）5月 - 直紀の侍講を務め講書を行い、宴で盃を賜る
- 弘化元年（1844年）4月 - 相談人を兼務し直紀の補佐にあたる
- 弘化3年（1846年）
  - 3月 - 数十年の職務勉励に対し禄高3石を加えられる、直紀の参勤に従って江戸へ赴く　
  - 10月23日 - 江戸藩邸で死去

## 家族
・妻：伊能（平尾文右衛門長女）
・子：潜
・孫：順一（後に大阪市東区長）、道次郎、勢津（成冨惟清継室）、萬寿、奈美

## 人物
- 学識の高さは藩外にも聞こえ、本藩から招聘されたが、病と称して応じなかった。『蓮池藩日誌』は、かかる姿勢を「儒者の名に恥じざる」、「実に人の模範というべし」と評している。
- 藩内外の知名の士から贈られた詩が残る（以下参照）。
- 八代蓮池藩主鍋島直与が荷州還暦を祝い贈った七言絶句
- 賀　荷州先生六十初度
- 城中賢哲会高堂　　城中の賢哲高堂に会す
- 仙鶴飛来呈瑞祥　　仙鶴飛来し瑞祥を呈す
- 積善之家受多福　　積善の家多福を受く
- 可知眉寿自無彊　　眉寿自ずから彊なきを知るべし
- 『鳴琴堂稿』（蓮池鍋島家文庫、佐賀県立図書館蔵）
- 佐賀藩儒古賀穀堂が荷州に次韻した七言絶句
- 次韻満野賢契見贈
- 多謝青春借寵輝
- 鶯花遣我世情微
- 一譚連日南州榻
- 不独霪霖不許帰
- 蓮池藩儒大野梁村が荷州の江戸参府にあたり贈った七言絶句
- 送満野都綱以動（勤の誤りか）遊東武
- 幾載花間共酒觥
- 今朝何事独東行
- 路傍青柳糸千尺
- 綰与征人知別情
- 『梁村詩文稿』（鍋島家文庫、佐賀県立図書館蔵）
- 蓮池藩儒大野梁村が荷州の江戸参府にあたり贈った七言律詩
- 送荷州先生之東武
- 公家知爾有労勤
- 一髪丹心遥護君
- 龍剣気衝北斗宿
- 文星光耀東陲兮
- 旌凌山暁懸開月
- 帆駕天風破海雲
- 長路何頒厭炎熱
- 芙蓉嶽雪送涼気
- 『梁村詩文稿』（鍋島家文庫、佐賀県立図書館蔵）